# 托倫火車總站
托倫火車總站（波蘭語：Toruń Główny）是波蘭庫亞維-波美拉尼亞省首府托倫的主要鐵路車站，於1861年啟用，現今的車站大樓建於1874年。
在第二次世界大戰中，站房建築被燒毀，其後依原貌進行重建，並對建築內部進行了細部修改。
2013年初，托倫市政廳宣布了車站設計改造招標，車站改造工程於2014年4月開始，一直持續到2015年11月完工。